# 约翰尼·穆尔
约翰·布赖恩·穆尔（英語：John Brian Moore，1958年3月3日—），美国NBA联盟前职业篮球运动员。他在1979年的NBA选秀中第2轮第43顺位被西雅图超音速选中。